# Taylor Gold
Taylor Gold (Steamboat Springs, 17 novembre 1994) è uno snowboarder statunitense, specializzato nell'halfpipe.

## Biografia
Specialista nell'halfpipe e attivo in gare FIS dal gennaio 2007, Gold ha esordito in Coppa del Mondo il 28 agosto 2011 giungendo 8º a Cardrona e ha ottenuto il suo primo podio, nonché la sua prima vittoria, il 21 dicembre 2016 a Copper Mountain. Ha preso parte a due rassegne olimpiche e a tre iridate.

## Palmarès

### Winter X Games
- 1 medaglia:
  - 1 bronzo (superpipe ad Aspen 2017)

### Mondiali juniores
- 1 medaglia:
  - 1 argento (halfpipe a Valmalenco 2011)

### Coppa del Mondo
- Vincitore della Coppa del Mondo di halfpipe nel 2015
- Miglior piazzamento Coppa del Mondo generale di freestyle: 3º nel 2015
- 5 podi:
  - 2 vittorie
  - 2 secondi posti
  - 1 terzo posto

#### Coppa del Mondo - vittorie
| Data             | Luogo           | Paese       | Disciplina |
| ---------------- | --------------- | ----------- | ---------- |
| 21 dicembre 2013 | Copper Mountain | Stati Uniti | HP         |
| 6 dicembre 2014  | Copper Mountain | Stati Uniti | HP         |

Legenda:

HP = Halfpipe